# Canosa di Puglia

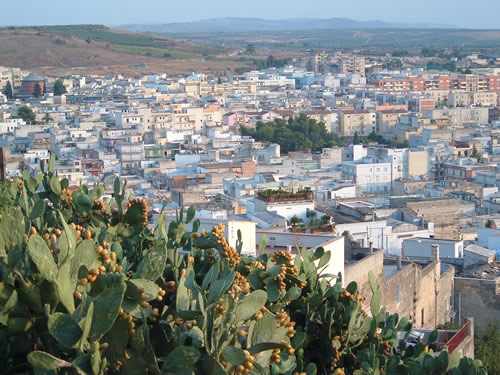
Panorama města

Canosa di Puglia [kanoza di pulja] nebo krátce Canosa je historické město v jižní Itálii (Apulie) s více než 30 000 obyvateli, asi 25 km jihozápadně od Barletty.

## Historie
Podle pověsti založil Canosu Diomédes, když se vracel z obléhání Tróje, podle archeologických nálezů bylo místo osídleno už v 7. století př. n. l. Ve 4. století př. n. l. mělo kamenné hradby, akropoli a pohřebiště (nekropoli). Roku 318 př. n. l. se spojilo s Římany a jako Canusium bylo posádkovým městem. Když roku 216 př. n. l. Hannibal v bitvě u Kann porazil římské vojsko, utekly se zbytky armády do Canosy. Roku 88 se obec stala municipiem. V římské době byla střediskem zpracování vlny a keramiky, roku 109 byla připojeno na Via Traiana a roku 141 dostala vodovod. Ve 3. století byla hlavním městem římské provincie Apulia et Calabria a roku 343 se zmiňuje biskup Stercorius z Canosy. Ze 6. století pocházejí základy katedrály a přilehlé baptisterium. V 9. století město dobyli Byzantinci a Saracéni, za panství Normanů od 11. století si získalo opět svůj vojenský význam. V katedrále je pohřben Bohemund z Tarentu († 1111), velitel První křížové výpravy. V následujících staletích bylo město opakovaně poškozeno zemětřesením, naposledy roku 1980.

## Doprava
Canosa leží v bezprostředním sousedství dálnice A14 (Bologna – Taranto), která zde křižuje dálnici A16 do Neapole. Od roku 1861 má železniční spojení do nedalekého přístavu Barletta.

## Památky
- Z římského starověku se zachovaly zříceniny mohutného hradu se třemi věžemi nad městem a řekou, na úpatí kopce jsou vykopávky amfiteátru.
- Most přes řeku Ofanto z 1. stol. př. n. l., po němž vedla Via Trajana a který se dodnes užívá. Dále rozsáhlé vykopávky chrámů a pohřebišť, počínaje od 4. stol. př. n. l.
- Vítězný oblouk císaře Trajána na Via Traiana
- Katedrála sv. Sabina na římských základech s pěti kopulemi, starověkými kamennými sloupy uvnitř a s přilehlým baptisteriem ze 7. stol. a hrobkou Bohemunda z Tarentu.
- Řada paláců ze 17.-19. století

### Galerie

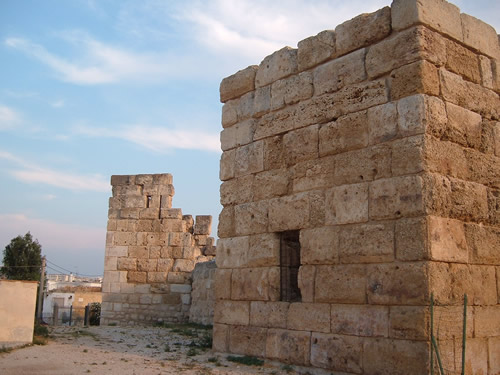
Zříceniny hradu
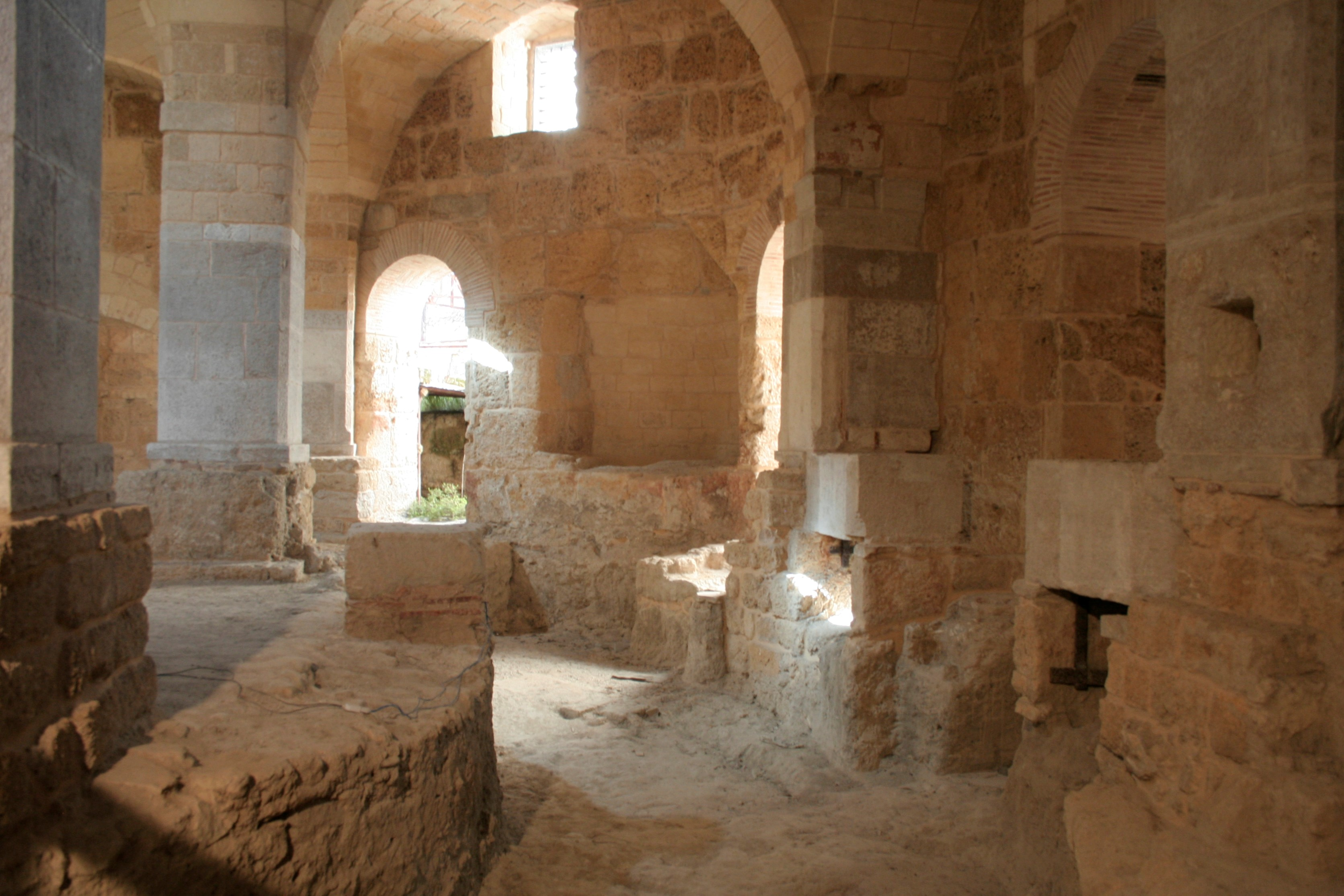
Baptisterium, ochoz
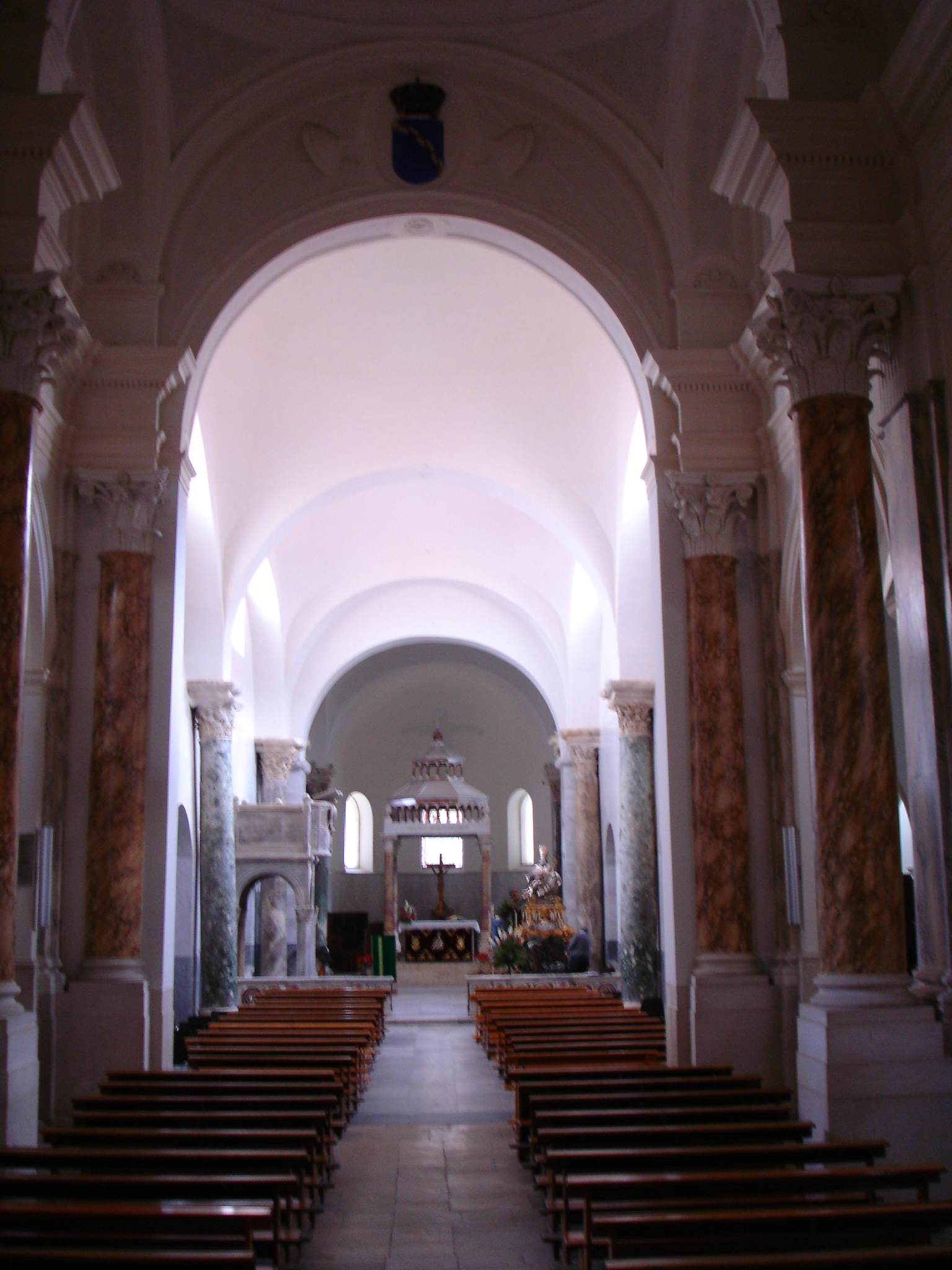
Katedrála sv. Sabina, hlavní loď s antickými sloupy
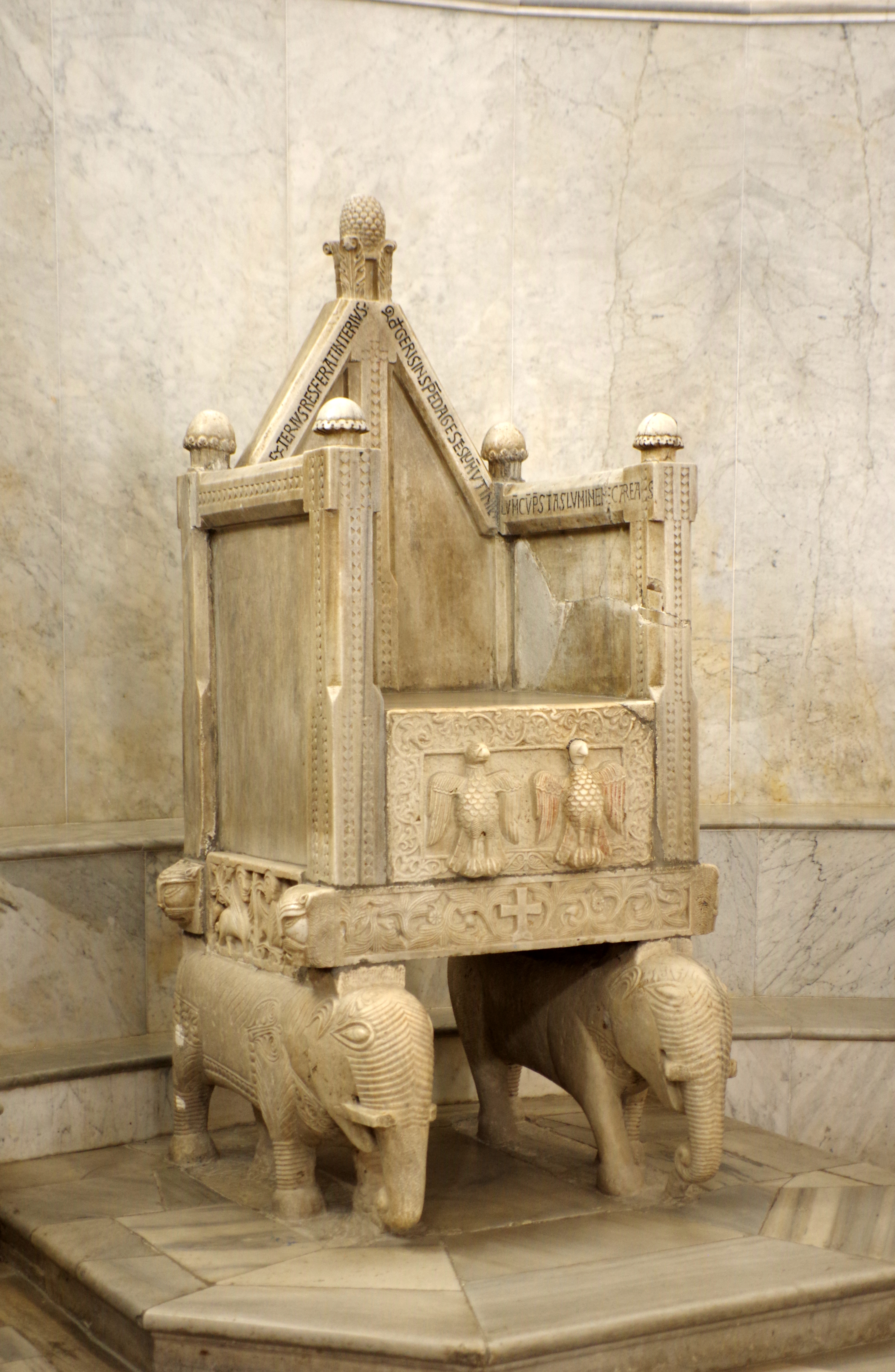
Biskupský trůn
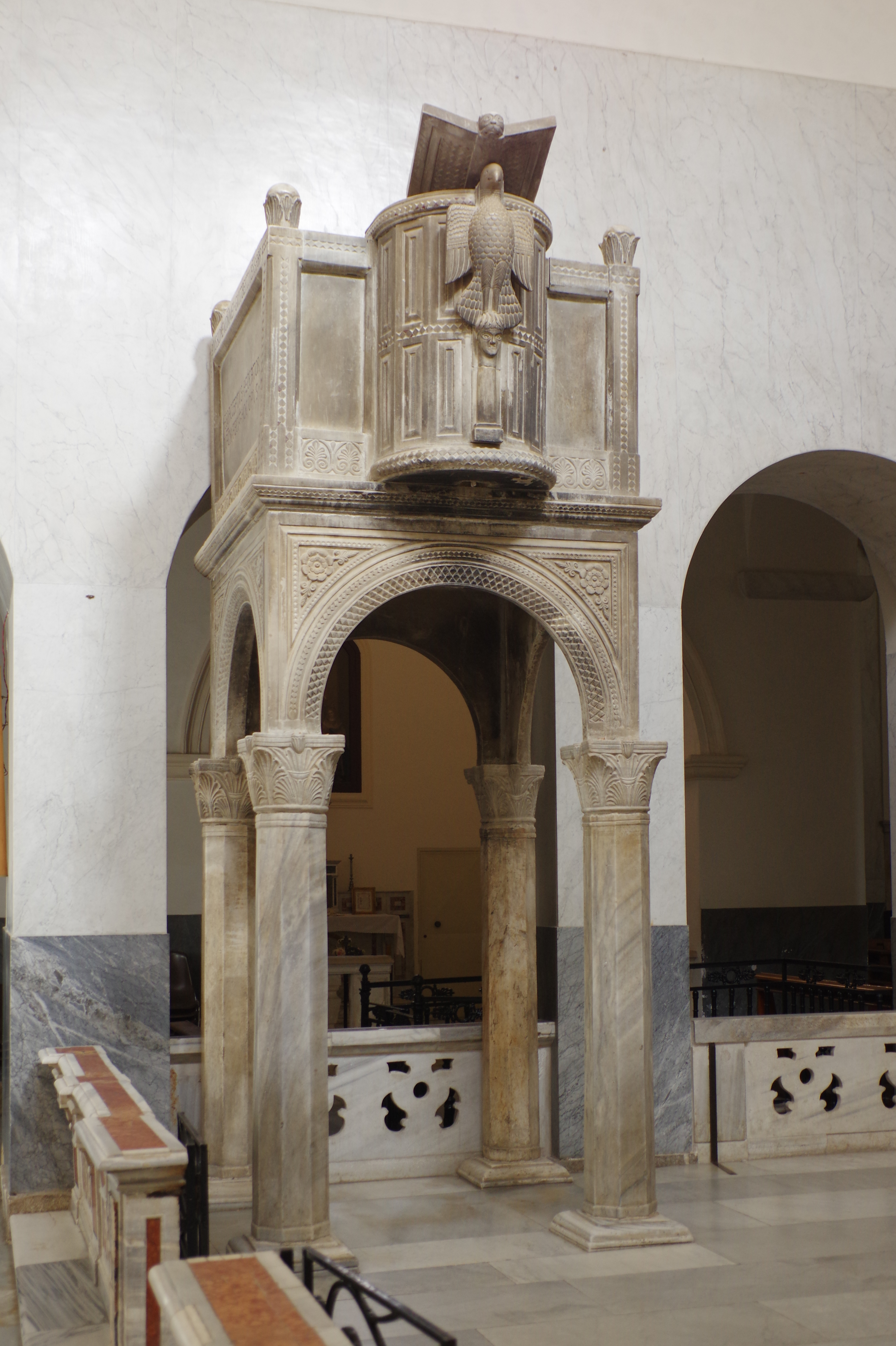
Kazatelna
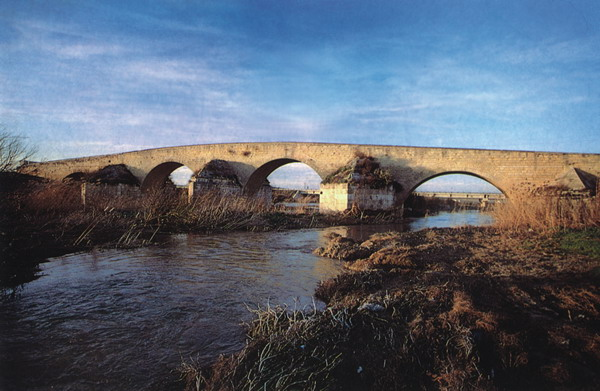
Římský most na Via Traiana